# Liste des députés européens d'Irlande (pays) de la 9e législature

Cet article présente la liste des députés européens d'Irlande élus lors des élections européennes de 2019 en Irlande.

## Députés européens élus en 2019
| Nom                | Circonscription élective | Parti | Parti          | Groupe parlementaire européen | Groupe parlementaire européen |
| ------------------ | ------------------------ | ----- | -------------- | ----------------------------- | ----------------------------- |
| Ciarán Cuffe       | Dublin                   |       | Parti vert     | Verts/ALE                     |                               |
| Frances Fitzgerald | Dublin                   |       | Fine Gael      | PPE                           |                               |
| Clare Daly         | Dublin                   |       | Inds. 4 Change | GUE-NGL                       |                               |
| Barry Andrews      | Dublin                   |       | Fianna Fáil    | RE                            |                               |
| Mairead McGuinness | Midlands–North-West      |       | Fine Gael      | PPE                           |                               |
| Luke Ming Flanagan | Midlands–North-West      |       | Indépendant    | GUE-NGL                       |                               |
| Maria Walsh        | Midlands–North-West      |       | Fine Gael      | PPE                           |                               |
| Matt Carthy        | Midlands–North-West      |       | Sinn Féin      | GUE-NGL                       |                               |
| Seán Kelly         | South                    |       | Fine Gael      | PPE                           |                               |
| Billy Kelleher     | South                    |       | Fianna Fáil    | RE                            |                               |
| Mick Wallace       | South                    |       | Inds. 4 Change | GUE-NGL                       |                               |
| Grace O'Sullivan   | South                    |       | Parti vert     | Verts/ALE                     |                               |
| Deirdre Clune      | South                    |       | Fine Gael      | PPE                           |                               |

## Entrants et sortants
| Entrant        | Parti       | Groupe  | En remplacement de | Date             | Motif                                   |
| -------------- | ----------- | ------- | ------------------ | ---------------- | --------------------------------------- |
| Barry Andrews  | Fianna Fáil | RE      | Sièges vacants.    | 1er février 2020 | Redistribution des sièges du Brexit.    |
| Deirdre Clune  | Fine Gael   | PPE     | Sièges vacants.    | 1er février 2020 | Redistribution des sièges du Brexit.    |
| Chris MacManus | Sinn Féin   | GUE/NGL | Matt Carthy        | 6 mars 2020      | Matt Carthy élu au Dáil Éireann         |
| Colm Markey    | Fine Gael   | PPE     | Mairead McGuinness | 20 novembre 2020 | Mairead McGuinness désignée Commissaire |

## Changement d'affiliation
| Membre | Parti  | Parti   | Groupe | Groupe  | Date |
| Membre | Ancien | Nouveau | Ancien | Nouveau | Date |
| ------ | ------ | ------- | ------ | ------- | ---- |